# غردينية غرفثية
غردينية غرفثية (الاسم العلمي:Gardenia griffithii) هي نوع من النباتات يتبع جنس غردينية من الفصيلة الفوية.
سمي هذا النوع نسبةً إلى عالم النبات البريطاني وليام غرفث.